# Ramdas Gandhi
Ramdas Gandhi (Sudáfrica, 1897-14 de abril de 1969) fue el tercer hijo de Mohandas Karamchand Gandhi.
Sobrevivió a sus padres y a todos sus hermanos. Con su esposa Nirmala tuvieron tres hijos: Sumitra, Kanu y Usha Gandhi. Participó del movimiento de independencia indio liderado por su padre. 
No tenía gusto por el ascetismo, pero participó en las protestas civiles agotadoras de la década de 1930. Numerosos encarcelamientos tuvieron graves efectos en su salud. Nacido y criado en Sudáfrica, nunca se adaptó a los ideales de pobreza impuestos por su padre. Le gustaba cazar.
En el funeral de su padre, fue quien inició el fuego de la cremación, tal como Mahatma había deseado. Murió en el centenario del nacimiento de su padre.
- Datos: Q185403